# آرنولد باجو
آرنولد باجو (به انگلیسی: Arnold Badjou) بازیکن فوتبال اهل بلژیک و عضو تیم ملی فوتبال بلژیک است که در تاریخ ۱۳ آوریل ۱۹۳۰ میلادی اولین بازی ملی‌اش را مقابل تیم ملی فوتبال فرانسه انجام داد. او در ۳۴ بازی ملی حضور داشت و جمعاً ۲۹۳۳ دقیقه برای تیم ملی فوتبال بلژیک به میدان رفت. آرنولد باجو آخرین بازی ملی خود را در تاریخ ۱۸ مه ۱۹۳۹ میلادی در برابر تیم ملی فوتبال فرانسه انجام داد.